# Puchar sezonu w piłce nożnej mężczyzn
Superpuchar Związku Socjalistycznych Republik Radzieckich w piłce nożnej (ros. Суперкубок СССР по футболу, a właściwie Puchar sezonu, ros. Кубок сезона) – trofeum przyznawane zwycięskiej drużynie meczu rozgrywanego pomiędzy aktualnym Mistrzem ZSRR oraz zdobywcą Pucharu ZSRR w danym sezonie (jeżeli ta sama drużyna wywalczyła zarówno mistrzostwo, jak i Puchar kraju - to jej przeciwnikiem zostaje finalista Pucharu). Rozgrywki odbywały się z przerwami w latach 1977–1989.

## Historia
W sezonie 1977 odbył się pierwszy oficjalny mecz o Superpuchar ZSRR, organizowany z inicjatywy redakcji gazety Komsomolskaja prawda i zwany Pucharem sezonu. Pierwszy pojedynek rozegrano 20 listopada 1977 roku. W tym meczu zdobywca Pucharu ZSRR Dinamo Moskwa pokonał 1:0 mistrza ZSRR Dynamo Kijów. W 1985 roku przeciwko Dynamo Kijów w finale występował finalista Pucharu Szachtar Donieck, dlatego że Dynamo zdobył obydwa tytuły. W tamtych latach turniej ten był uważany za nieoficjalny i nigdy nie odbywał się pod auspicjami Związku Piłki Nożnej ZSRR. Mecz o Superpuchar ZSRR odbywał się nieregularnie, nie był taki popularny jak Mistrzostwo ZSRR czy Puchar ZSRR. Ostatni mecz był rozegrany w Soczi w 1989 roku, gdzie dwa ukraińskie zespoły walczyli o Superpuchar w obecności tylko 1500 kibiców.

## Format
Mecz o Superpuchar ZSRR rozgrywany był po, w środku lub przed rozpoczęciem każdego sezonu. W przypadku remisu po upływie regulaminowego czasu gry przeprowadza się dogrywka. Jeżeli i ona nie wyłoni zwycięzcę, to od razu zarządzana była seria rzutów karnych.

## Zwycięzcy i finaliści
| Sezon                             | K   | K                                                   | T | Zwycięzca              | Wynik            | Finalista               | Data, miejsce                                              | Uwagi                                                     |
| Puchar sezonu (ros. Кубок сезона) |     |                                                     |   |                        |                  |                         |                                                            |                                                           |
| 1977                              |     |                                                     | 1 | Dinamo Moskwa          | 1:0              | Dynamo Kijów            | 20.11.1977, Stadion Dinamo, Tbilisi, 35.000                |                                                           |
| 1978–1980                         |     |                                                     |   |                        |                  |                         |                                                            | nie rozgrywano                                            |
| 1981                              |     |                                                     | 1 | Dynamo Kijów           | 1:1 pd. (k. 5:4) | Szachtar Donieck        | 17.03.1981, Stadion Łokomotyw, Symferopol, ?               |                                                           |
| 1982–1983                         |     |                                                     |   |                        |                  |                         |                                                            | nie rozgrywano                                            |
| 1984                              |     |                                                     | 1 | Szachtar Donieck       | 2:1              | Dnipro Dniepropietrowsk | 5.07.1984, Stadion Szachtar, Donieck, 32.840               |                                                           |
| 1984                              | 1:1 | 8.07.1984, Stadion Meteor, Dniepropietrowsk, 29.500 | 1 | Szachtar Donieck       |                  | Dnipro Dniepropietrowsk |                                                            |                                                           |
| 1985                              |     |                                                     | 1 | Zenit Leningrad        | 2:1              | Dinamo Moskwa           | 30.07.1985, Stadion im. S.Kirowa, Leningrad, 31.000        |                                                           |
| 1985                              | 1:0 | 5.08.1985, Stadion Dinamo, Moskwa, 12.200           | 1 | Zenit Leningrad        |                  | Dinamo Moskwa           |                                                            |                                                           |
| 1986                              |     |                                                     | 2 | Dynamo Kijów           | 2:2 pd. (k. 3:1) | Szachtar Donieck        | 11.04.1986, Stadion Republikański, Kijów, 65.300           |                                                           |
| 1987                              |     |                                                     | 3 | Dynamo Kijów           | 1:1 pd. (k. 5:4) | Torpedo Moskwa          | 18.05.1987, Stadion Centralny im. W.Lenina, Moskwa, 30.000 |                                                           |
| 1988                              |     |                                                     |   |                        |                  |                         | Kiszyniów                                                  | mecz pomiędzy Dynamo Kijów a Spartak Moskwa nie odbył się |
| 1989                              |     |                                                     | 1 | Dnipro Dniepropetrowsk | 3:1 pd.          | Metalist Charków        | 1.03.1989, Stadion Centralny, Soczi, 1.500                 |                                                           |

Uwagi:

- wytłuszczono i kursywą oznaczone zespoły, które w tym samym roku wywalczyły mistrzostwo i Puchar kraju (dublet),
- wytłuszczono zespoły, które zdobyły mistrzostwo kraju,
- kursywą oznaczone zespoły, które zdobyły Puchar kraju.

## Statystyka

### Klasyfikacja według klubów
W dotychczasowej historii finałów o Superpuchar ZSRR na podium oficjalnie stawało w sumie 7 drużyn. Liderem klasyfikacji jest Dynamo Kijów, który zdobył trofeum 3 razy.
Stan na 31.05.2022. 
| Lp. | Klub                   | Zdobywca | Finalista    | Zwycięskie sezony | Przegrane finały |   |   |                  |      |
| --- | ---------------------- | -------- | ------------ | ----------------- | ---------------- | - | - | ---------------- | ---- |
| Lp. | Klub                   | 1.       | Dynamo Kijów | Zwycięskie sezony | Przegrane finały | 3 | 1 | 1981, 1986, 1987 | 1977 |
| 2.  | Szachtar Donieck       | 1        | 2            | 1984              | 1981, 1986       |   |   |                  |      |
| 3.  | Dinamo Moskwa          | 1        | 1            | 1977              | 1985             |   |   |                  |      |
| 3.  | Dnipro Dniepropetrowsk | 1        | 1            | 1989              | 1984             |   |   |                  |      |
| 5.  | Zenit Leningrad        | 1        | 0            | 1985              |                  |   |   |                  |      |
| 6.  | Torpedo Moskwa         | 0        | 1            |                   | 1987             |   |   |                  |      |
| 6.  | Metalist Charków       | 0        | 1            |                   | 1989             |   |   |                  |      |

### Klasyfikacja według miast
Stan na 31.05.2022.
| Miasto          | Liczba tytułów | Kluby                      |
| --------------- | -------------- | -------------------------- |
| Kijów           | 2              | Dynamo Kijów (3)           |
| Dniepropetrowsk | 1              | Dnipro Dniepropetrowsk (1) |
| Donieck         | 1              | Szachtar Donieck (1)       |
| Leningrad       | 1              | Zenit Leningrad (1)        |
| Moskwa          | 1              | Dinamo Moskwa (1)          |

### Klasyfikacja według kwalifikacji
| Tytuł                  | Zwycięstw | Finałów |
| ---------------------- | --------- | ------- |
| Mistrz ZSRR            | 5         | 2       |
| Zdobywca Pucharu ZSRR  | 3         | 4       |
| Finalista Pucharu ZSRR | 0         | 1       |